# 富士市立田子浦小学校
富士市立田子浦小学校（ふじしりつ たごうらしょうがっこう）は、静岡県富士市中丸にある公立小学校。「田子小」と略して呼ばれることが多い。
数年前までは、校区は田畑が多くのどかな風景が見られたが、近年急速に宅地化&中・大型店舗の用地化し、田畑の数は年々減少している。

## 通学区域
- 柳島、柳島日東、川成島、東宮島、新浜、中丸浜、小須、田子、鮫島、江川、前田新田、前田､宮島新田、助六、下川成、中丸丘

## 指定避難所
- 小須、田子、江川、前田、前田新田、鮫島、中丸丘

## 沿革
- 1873年（明治6年）
  - 10月 - 柳島・川成島に三省舎が設置される。
  - 11月 - 誠之学舎が設置される。
  - 12月 - 宮島・五貫島区に宮島学舎、田子・鮫島・中丸区に発蒙堂がそれぞれ設置される。
- 1874年（明治7年） 8月 - 三省舎分校と発蒙堂を統合して芸芳舎となる。
- 1875年（明治8年） 8月 - 誠之学舎、宮島学舎、芸芳舎を統合して順義館となる。
- 1878年（明治11年） 5月26日 - 柳島（現・富士信用金庫田子浦支店周辺）に、田子浦学校開校。
- 1886年（明治19年） 10月25日 - 田子浦尋常小学校に改称。
- 1894年（明治27年） 10月1日 - 田子浦尋常高等小学校に改称。
- 1940年（昭和15年） 4月1日 - 田子浦国民学校に改称。
- 1947年（昭和22年） 4月1日 - 田子浦村立田子浦小学校に改称。
- 1954年（昭和29年） 3月31日 - 田子浦村が、富士町、岩松村と合併し、（旧）富士市となったため、富士市立田子浦小学校に改称。
- 1960年（昭和35年） - 東海道新幹線が、校地内を通過することが決定。
- 1963年（昭和38年） 9月 - 現在地へ移転。
- 1978年（昭和53年） 4月1日 - 富士市立富士南小学校の開設に伴い、宮島・五貫島は、富士南小学校校区に移行した。

## 所在地
- 静岡県富士市中丸98

## 学校周辺
- 富士市役所田子浦まちづくりセンター
- 富士市立田子浦中学校
- 日本製紙富士工場
- 旭化成富士支社
- 新富士駅
- 田子の浦港
- 国道1号
- イオンタウン富士南

## 著名な卒業生
- 斎藤寿夫（官僚、元静岡県知事、元衆議院議員、元参議院議員）
- 小野隆洋（トロンボーン演奏家）
- 渡部陽一（戦場カメラマン）